# Postplatyptilia vorbecki
Postplatyptilia vorbecki là một loài bướm đêm thuộc họ Pterophoridae. Nó được tìm thấy ở Ecuador.
Sải cánh dài khoảng 17 mm. Con trưởng thành bay vào tháng 9 và tháng 10.
Loài này được đặt tên theo người sưu tập nó, ông Vorbeck.